# Al-Qasim ibn Hâroun ar-Rachîd
Al-Qasim ibn Hâroun ar-Rachîd, ou plus simplement Al-Qasim, est le troisième fils du calife abbasside Haroun ar-Rachid dont le règne d'étend de 786 à 809.

## Biographie
Al-Qasim est né d'une mère esclave, dénommée Qasif. Dans sa jeunesse, il est placé sous la tutelle du général Abd al-Malik ibn Salih. Grâce à son influence, Al-Qasim devient le troisième dans l'ordre de succession en 802 ou 803. Il est précédé par ses deux frères aînés, les futurs califes Al-Amin (809-813) et Al-Ma'mūn (813-833). Al-Qasim reçoit aussi l'épithète honorifique (le laqab) d'Al-Mu'tamin (« le dévoué »). Malgré son statut de possible prétendant au trône, Haroun décide qu'Al-Ma'mun peut, une fois calife, donner la priorité à ses propres fils pour sa succession. Cela n'empêche pas Haroun ar-Rachid de confier le commandement des provinces frontalières de l'Empire byzantin à Al-Qasim, qui s'installe à Manbij.
Lors de l'été 803, Al-Qasim conduit une expédition contre l'Asie Mineure byzantine. Il assiège la forteresse de Koron tandis que son lieutenant, 'Abbas ibn Ja'far Ibn Mouhammad ibn al-Ach'ath est envoyé assiéger par les Arabes une autre place-forte appelée Sinan. Néanmoins, les Byzantins offrent de libérer 320 prisonniers musulmans en échange de la paix, ce qu'Al-Aqsim accepte. En février 808, Haroun quitte sa résidence à Raqqa pour mener sa deuxième expédition au Khorassan. Il laisse alors son fils Al-Aqim le seconder avec Khouzayma ibn Khazim comme conseiller. Après la mort d'Haroun, son frère accède au pouvoir sous le nom d'Al-Amin. S'il reste gouverneur d'Al-Awasim et de jund Qinnasrin (les régions entre Antioche et Alep), il n'est plus gouverneur de la Jazira (Haute-Mésopotamie). Finalement, en 810, Al-Qasim est révoqué de l'ensemble de ses fonctions au profit de Khouzayma et est placé en résidence surveillée à Bagdad. Al-Amin fait retirer son nom des prières, de même que celui de son frère Al-Ma'mun qui s'est révolté dans le Khorassan. La guerre civile qui s'ensuit débouche sur l'assassinat d'Al-Amin et la montée sur le trône d'Al-Ma'mun qui dépossède Al-Qasim de son titre de dauphin.